# Бењо (Лоара и Шер)
Бењо (фр. Baigneaux) насеље је и општина у централној Француској у региону Центар (регион), у департману Лоар и Шер која припада префектури Вандом.
По подацима из 2011. године у општини је живело 49 становника, а густина насељености је износила 7,45 становника/km². Општина се простире на површини од 6,58 km². Налази се на средњој надморској висини од 123 метара (максималној 129 m, а минималној 121 m).

## Демографија
| 1962. | 1968. | 1975. | 1982. | 1990. | 1999. | 2011. |
| ----- | ----- | ----- | ----- | ----- | ----- | ----- |
| 45    | 52    | 57    | 46    | 37    | 47    | 49    |

График промене броја становника у току последњих година